# Cristo de la Sala Capitular (Las Palmas de Gran Canaria)
El Santísimo Cristo de la Sala Capitular es una imagen de Jesucristo crucificado, hecha en madera policromada por el escultor José Luján Pérez en 1793. Preside la Sala Capitular de la Catedral de Canarias, para cuyo fin fue creada.

## Encargo de la imagen
Fueron varias las imágenes de Cristo Crucificado que fue adquiriendo la catedral de Canarias en el correr de los siglos.
En 1791 el Santo Cristo del Monumento, se hallaba estropeado y por ello se vio la ocasión de encargar a José Luján Pérez el que hoy preside el aula capitular. Según Santiago Tejera, Luján realizó la imagen en la misma aula capitular y recoge la tradición que cuando el canónigo y arquitecto Diego Nicolás Eduardo lo vio allí dijo a su discípulo: "Con ser lo primero, no harás cosa mejor".
En 1815, el carpintero Sebastián Melián le hizo una nueva cruz de madera.
De este Crucificado los historiadores del arte siempre han aseverado que Luján entre los tantos Crucificado de tamaño procesional, "ninguno de los cuales superó a este primero".
Entre 2014 y 2015 fue restaurado con ocasión de una nueva entrega de la actividad Patrimonio Abierto, impulsada por el Servicio Insular de Patrimonio Histórico para difundir no solo el rico legado histórico, artístico y cultural de Gran Canaria. Cabe destacar que esta imagen ha participado en todas las exposiciones dedicadas a su escultor en la ciudad de Las Palmas de Gran Canaria, las dos últimas han sido, Luján Pérez y su Tiempo celebrada entre el 9 de mayo al 9 de julio de 2007 y José Luján Pérez, el hombre y la obra 200 años después celebrada entre el 28 de abril al 30 de agosto de 2015 y tuvo como sede el Centro de Cultura Contemporánea de San Martín.

## Salida Procesional
La primera vez que el Santo Cristo de Luján Pérez salió a la calle en procesión, fue el Domingo de Pasión de 1815, según nos refiere Santiago Cazorla en su obra Historia de la Catedral de Canarias. Ese mismo año nos refiere el citado autor, en la bajada de la Virgen del Pino, el cabildo catedral decidió sacar la imagen del aula capitular y ponerla en el pavimento de la catedral con las demás imágenes de la bajada, pero el ayuntamiento obtuvo de la Real Audiencia que se pusiera al Cristo de la Vera Cruz.
Desde 1928 realiza junto a la Dolorosa de Luján Pérez su salida procesional en la mañana del Viernes Santo. Fue iniciativa de José Mesa y López, que solicitó dicha procesión el 3 de abril de 1925. En 1928, Diego Mesa insiste en sacar la procesión en la mañana del Viernes Santo del recinto catedralicio y el cabildo acepta, desde entonces ambas imágenes realizan su salida procesión en la popular procesión de "las Mantillas" o "del Arte", la primera denominación por ir en ella señoras con la mantilla canaria y la segunda por procesionar las dos obras cumbres del escultor grancanario.